# Eremophila pinnatifida
Eremophila pinnatifida är en flenörtsväxtart som beskrevs av Chinnock. Eremophila pinnatifida ingår i släktet Eremophila och familjen flenörtsväxter. Inga underarter finns listade i Catalogue of Life.